# 若菜すず
若菜 すず（わかな すず、1992年8月22日 - ）は、日本のAV女優。マインズ所属。
身長:156cm。スリーサイズ:B83(B-65)・W58・H90cm。血液型:O型。

## 略歴・人物
2011年にデビューした貧乳のロリ系AV女優である。
2012年7月2日の公式ブログで、7月いっぱいでの引退を発表した。

## 出演作品

### アダルトDVD
2011年
- 想像してみて下さい…。娘と歩いている時、いきなりレイプ集団に拉致られて、「レイプされている娘を見るか、自分で娘とヤルか?」選べ!と言われたらどうしますか?（11月5日、Hunter）　オムニバス作品
- すぺるまいれーじ（12月20日、赤・青・黄）

2012年
- 人妻湯恋旅行 045（1月7日、ゴーゴーズ）
- 危険な健康ランド（1月19日、アイエナジー）　オムニバス作品
- 男湯にタオル一枚入って下さい! 恥ずかしいけど逆ナンパ!（1月20日、愛doll）　オムニバス作品
- 体育会系部活少女 テニス部 すず（1月26日、ラマ）
- 実の妹とSEX温泉旅行（2月2日、ワンズファクトリー）
- 立ちクンニされながら質問に答える女【十】（2月3日、祝詞）　オムニバス作品
- 咥えたまま完全口内発射フェラチオ 2（2月3日、OFFICE K'S）　オムニバス作品
- 素人娘 初めてのディルドオナニー（2月17日、OFFICE K'S）　オムニバス作品
- 強制インカム指令!恥ずかしいけど露出誘惑（2月20日、愛doll）　オムニバス作品
- S級インストラクター中出し すず（2月24日、サムシング）
- 田舎に遊びにきた姪っ子を羞恥露出で調教。 vol.14（3月2日、ワカメ観光）
- 全力ダッシュ!息切れ女子にイラマチオ（3月20日、愛doll）　オムニバス作品
- マジ友の前で羞恥 8 街頭で女の子2人組をナンパして友達の前で淫らな行為をさせる（4月10日、ホットエンターテイメント）　オムニバス作品
- しろうと関西円光（中田氏）すず&ゆめ（4月15日、プラム）
- 女子校生 生パン 食い込みダンス（5月22日、NOモザイク）　オムニバス作品
- 女子高生限定 初めての潮吹きイカセ道場 2（6月15日、愛doll）　オムニバス作品
- わきツボ 悶絶エステ（6月26日、ベリーベリー）　オムニバス作品
- 浣腸女刑事 5 くいこみ地獄股縄拷問（7月1日、シネマジック）
- 変態的 濃厚接吻レズ2 7くみ（7月9日、アイリング）　オムニバス作品
- お下品女子校生 おマンこすりつけオナニー（7月10日、ベリーベリー）　オムニバス作品
- 酷隷の女戦士 【第五章】 HALL MARK刻印（8月1日、シネマジック）
- センズリ鑑賞会 7 恥じらい素人娘に見せつけちゃいました（8月10日、ホットエンターテイメント）　オムニバス作品
- 女子校生マン汁垂れ高速ピストンオナニー（8月19日、えびすさん）　オムニバス作品